# Бален (река)
Вижте пояснителната страница за други значения на Бален.
Бален (на английски: Whate River; на френски: Rivière à la Baleine) е река в Източна Канада, североизточната част на провинции Квебек, вливаща се в най-южната част на залива Унгава. Дължината ѝ е 428 km, което ѝ отрежда 84-то място сред реките на Канада.
Река Бален изтича от малко безименно езеро (на 436 m н.в.), разположено в североизточната част на провинция Квебек, на 135 km североизточно от миньорския град Шефървил. В горното си течение преминава през множество проточни езера. На 57°04′12″ с. ш. 67°09′21″ з. д. / 57.07° с. ш. 67.155833° з. д. приема отляво най-големия си приток река Уилър и се влива чрез естуар дълъг 33 km и широк 7 km в най-южната част на залива Унгава. Река Бален е една от малкото канадски реки, по течението на която няма бързеи и прагове.
Водосборният басейн на реката е с площ от 31 900 km², като на изток граничи с водосборния басейн на река Джордж, а на запад – с водосборния басейн на река Коксоак.
Река Бален е многоводна, като средногодишният ѝ отток е 580 m³/s, с пролетно-лятно пълноводие и зимно маловодие. Снежно-дъждовно подхранване. От ноември до края на април/началото на май реката замръзва.